# Ram Jam
Ram Jam byla americká rocková skupina, která se nejvíce proslavila v roce 1977 hitem „Black Betty“. Členové kapely byli Bill Bartlett (kytara), Pete Charles (bicí), Myke Scavone (zpěv), Howie Arthur Blauvelt (baskytara) a Jimmy Santoro, který cestoval s kapelou na podporu jejich debutového alba. Bartlett byl dříve kytaristou skupiny The Lemon Pipers.

## Diskografie
- Ram Jam (1977)
- Portrait of the Artist as a Young Ram (1978)
- The Very Best of Ram Jam (1990)
- Golden Classics (1996)